# Rożeniec krótkodzioby
Rożeniec krótkodzioby (Anas marecula) – gatunek wymarłego ptaka z rodziny kaczkowatych. Występował na wyspie Amsterdam i, być może, Wyspie Świętego Pawła. Znany jest ze szczątków subfosylnych i starych doniesień.

## Taksonomia
Po raz pierwszy gatunek opisali Storrs L. Olson i Pierre Jouventin w 1996 na łamach „The Condor”. Nadali mu nazwę Anas marecula. Nazwa jest podtrzymywana m.in. przez autorów Handbook of the Birds of the World i Kompletnej listy ptaków świata. Międzynarodowy Komitet Ornitologiczny umieszcza go w rodzaju Mareca. Gatunek znany jest ze szczątków kopalnych oraz niejasnych opisów dawnych marynarzy. Możliwe, że po raz pierwszy wspomniał o nim Willem de Vlamingh, który w 1696 miał wspomnieć o czworonożnych zwierzętach w trzcinowisku (dwóch czworonożnych zwierzętach przypominających łasicę lub lisa); na wyspie nie ma jednak żadnych rdzennych gatunków ssaków, więc musiały to być ptaki lub introdukowane szczury. Obydwie wyspy, Amsterdam i Wyspa Świętego Pawła, zostały odwiedzone w lutym 1793 przez brytyjską wyprawę do Chin pod dowództwem Lorda Macartneya. John Barrow w swojej relacji z podróży wspomniał o małych, brązowych kaczkach żyjących na Wyspie Świętego Pawła, prawdopodobnie nie były to jednak te same ptaki, co na Amsterdamie. Wyspa Amsterdam nie była odwiedzana przez przyrodników aż do 1874; do tamtego czasu wyspa była już regularnie odwiedzana przez marynarzy i zawleczono już na nią szczury. U wybrzeży było już kilka wraków. W latach 1955–1956 Patrice Paulian odnalazł na wyspie kilka subfosylnych kości i zmumifikowane truchło ptaka, którego uznano za chruściela; rozpadło się jednak szybko. Kości najbardziej podobne były do tych cyranek (Spatula querquedula); Jouanin i Paulian uznali, że ptaki te musiałyby zabłądzić. Olson i Jouventin potwierdzili istnienie wymarłego gatunku kaczki; zbadali kości opisane wcześniej przez Martineza, który przebadał tysiące okazów z jaskini w skałach bazaltowych na Amsterdamie. Wśród nich były kości małej kaczki, których obecność stwierdzano od poziomu morza do 500 m n.p.m. Kaczka należała do rodzaju Anas; tylko ptaki z tego rodzaju przystosowały się do życia w głębi oceanicznych wysp.

## Charakterystyka
Rożeńce krótkodziobe wyróżniały się mocnymi nogami oraz słabymi skrzydłami, których budowa wskazuje na brak zdolności do lotu; obręcz kończyny górnej i kości skrzydła były silnie zredukowane. Gruczoły solne były słabo rozwinięte, co świadczy o tym, że ptaki te żyły raczej w interiorze wyspy, a nie na wybrzeżu. Według doniesienia o małej brązowej kaczce (1793) rożeńce krótkodziobe miały być niewiele większe od drozda.

## Status
IUCN uznaje gatunek za wymarły (EX, Extinct). Najprawdopodobniej wymarł krótko po 1793, kiedy po raz ostatni go odnotowano. Wyspa Świętego Pawła i Amsterdam były strategicznymi punktami między Afryką i Australią, w związku z czym często odwiedzały je statki z zaopatrzeniem, a później wielorybnicy i łowcy fok. Wskutek wypalania rdzennej roślinności i wprowadzenia zwierząt hodowlanych oraz towarzyszących przekształcali ekosystem wyspy. Doprowadziło to do wymarcia wszystkich lądowych ptaków tych wysp, nim zostały one opisane. Według doniesienia z 1793 małe brązowe kaczki z Wyspy Świętego Pawła miały być ulubionym pokarmem żeglarzy.